# Salix oritrepha
Salix oritrepha — вид квіткових рослин із родини вербових (Salicaceae).

## Морфологічна характеристика
Це кущ до 1.2 метра заввишки. Гілочки в молодості сірувато-запушені, потім ± голі. Листкова ніжка пурпурна, 5–8 мм, запушена чи майже гола; листкова пластинка еліптична, яйцювата, еліптично-яйцювата чи еліптично-ланцетна, 10–15 × 4–8 мм, міцна, 24 × 15 мм на пагонах, абаксіально (низ) сіра або злегка бліда, слабо запушена, чи майже гола, адаксіально зелена, слабо запушена чи гола, край цільний, верхівка тупа чи загострена. Чоловіча сережка еліпсоїдна, 10–14 × 5–10 мм, густоквіткова. Чоловіча квітка: тичинок 2, вільні; пиляки жовті, частково червоні. Жіночі сережки 10–15 × ≈ 10 мм. Жіноча квітка: зав'язь яйцеподібна, ворсинчаста, сидяча.

## Середовище проживання
Східний Тибет, Ганьсу, Нінся, Цінхай, Сичуань. Населяє гірські схили, зарості; на висотах 3000–4300 метрів.